# 병역법 위반 등의 범죄처벌에 관한 특별조치법
병역법 위반 등의 범죄처벌에 관한 특별조치법(兵役法違反等의 犯罪處罰에 관한 特別措置法)은 병역법 위반자에 대한 가중처벌을 목적으로 1973년에 제정된 대한민국의 법률로, 1983년 12월 31일 개정 병역법과 통합되면서 폐지되었다.

## 연혁
- 1973년 1월 30일 : 제정
- 1973년 3월 2일 : 시행
- 1982년 12월 31일 : 변호사법 개정에 의한 타법개정 및 시행
- 1983년 12월 31일 : 개정 병역법과 통폐합되면서 폐지
- 1984년 2월 29일 : 병역법 위반 등의 범죄처벌에 관한 특별조치법의 효력이 이 날까지 유지됨

## 설명
제정 시기인 1973년은 당시 대통령인 박정희에 의해 제정된 유신헌법에 의한 유신체제 시기였으며, 박정희 정권이 대한민국 사회의 병영화를 위해 제정한 법률이다.
1973년 1월 20일, 대통령 박정희는 국방부를 순시한 자리에서 유재흥 국방부 장관에게 "군에 안가겠다는 생각을 가진 사람이 아직도 있다면 시대에 뒤떨어진 생각"이며, "앞으로 법을 만들어서라도 병역을 기피한 본인과 그 부모가 이 사회에서 머리를 들고 살지 못하는 사회기풍을 만들도록 하라"는 지시를 했다. 이에 따라 병역법 개정안과 병역법 위반 등의 범죄처벌에 관한 특별조치법 제정안이 비상국무회의에서 통과되었으며, 이 안에 의해 1973년 1월 30일 병역법이 개정, 병역법 위반 등의 범죄처벌에 관한 특별조치법이 제정되었다. 같은해 2월 26일 대통령 훈령 제34호 "병무행정 쇄신에 관한 지침"이 제정되었고, 1월 30일 개정 병역법과 같은날에 제정된 병역법 위반 등의 범죄처벌에 관한 특별조치법은 각각 3월 1일과 2일에 시행되었다.

## 내용
병역법에 있는 병역법 위반행위 처벌조항의 처벌형량보다 가중된 처벌형량으로 내용은 아래와 같다.
- 병역기피 등의 가중처벌(제2조 제1·2·3항)
  - 병역법 제82조의 죄를 범한 경우: 최소 3년 이상의 징역, 최대 형량은 당시 유기징역의 상한선(1973년 당시의 병역법 제82조는 다음과 같은 행위의 처벌규정)
    - 병역을 기피하기 위한 도망, 잠적, 신체손상(자해 등), 속이기
    - 병역판정검사를 받게 될 자, 현역병으로 입영하게 될 자 또는 소집되어 입영하게 될 자를 대리하여 병역판정검사를 받거나 입영한 자
    - 상기 두 행위를 선동·교사·방조한 자

  - 현역병 입영명령 또는 보충역 및 귀휴병 소집명령을 받은 자가 정당한 이유없이 입영기일 5일 경과해도 입영하지 않은 경우(병역기피, 양심적 병역거부 포함): 최소 3년 이상, 최대 10년의 징역
  - 병역법 제83조의 죄를 범한 경우(1973년 당시의 병역법 제83조는 병역판정검사 기피의 처벌규정): 최대 5년 이하의 징역
- 병역과 관련한 뇌물수수 가중처벌(제3조 제1항): 최쇠 1년 이상, 최대 10년의 징역
- 병역과 관련하여 다음의 행위를 한 자에 대한 가중처벌(제3조 제2항): 최대 3년의 징역
  -     - 병무사무 담당자에게 부정한 청탁을 하거나 부정한 청탁을 알선하는 행위
    - 허위 사문서 작성 또는 변작
    - 허위 작성 또는 변작된 사문서를 행사하는 행위
- 국외여행 제한위반의 처벌(제4조 제1·2·3항): 최소 1년 이상, 최대 10년의 징역
  - 징집면제 처분자, 병역면제 처분자, 질병 또는 심신장애로 인해 의무복무기간을 마치지 않고 예비역, 보충역, 제2국민역 편입이 된 자가 처분 또는 편입된 날로부터 3년 내에 출국한 경우(국제경기 참가, 질병치료, 국가이익에 현저히 공헌할 수 있다고 인정되는 경우는 제외. 1979년 개정 병역법에서는 해당 조항 삭제)
  - 국외여행 무허가자
- 신고불이행, 허위신고의 가중처벌(제5조): 최대 3년 이하의 징역 또는 최대 10만원의 벌금
- 병무사무 담당자가 법령을 위반하여 병역의무의 결정 및 변경 등을 한 때와 이를 병역의무자가 속임수로 병무사무 담당자로 동일한 것을 하게 했을 시(제6조) : 1년 이상의 유기징역
- 통지서 등(징병검사통지서·입영명령서·소집명령서)을 수령할 의무가 있는 자가 정당한 사유 없이 그 수령을 거부한 때 또는 이를 전달할 수 있는 자가 이유 없이 전달하지 아니하거나 지체한 때의 가중처벌(제7조): 1년 이하의 징역 또는 10만원 이상, 3만원 이하의 벌금
- 미수범 처벌(제9조)
- 법인의 처벌(제10조)
- 전시, 사변, 비상사태 하에서의 형의 가중(제11조)

## 영향
법 시행으로 1970년 13.2%에 달하던 병역기피율은 1973년 3월 병역법 위반 등의 범죄처벌에 관한 특별조치법 시행 이후 0.3%로 급감하였다. 5·16 직후의 병역기피자 수가 40만을 넘었던 것에 비한다면 10여년 뒤 병역기피자가 0.1% 이하인 200여명으로 떨어졌다는 것은 사실상 병역기피가 근절되었다는 것을 의미한다. 그러나 유신체제는 ‘단 한 명의 열외’도 없는 총화단결을 원하였으므로, 병역기피자가 발생할 때에는 “지방병무청과 구·시·군·읍·면·동에서는 기피자 색출 책임자를 지정하고 철저한 색출 고발과 고발지연 또는 누락이 있을 때에는 관계 직원을 엄중 문책”하도록 하였다. 이에 따라 “검찰 및 경찰서 단위로 병무사범 전담 검사 및 경찰관을 지명, 각 경찰서 단위로 병역법 위반자에 대한 색출책임을 부여하여 그 검거 실적을 지검 검사에게 보고하는 제도”가 확립되었다.
병무사범단속 전담반의 활동 실적을 살펴보면 긴급조치 4호가 선포된 이후인 1974년 6월 1일부터 7월15일까지 단속반은 관의 허가를 필요로 하는 업소 1만2584개를 조사하여 병역기피자를 고용한 6개 업소의 허가를 취소했고, 6284곳의 직장에서 539명의 병역기피자를 색출, 17개 업체는 병역기피자 고용 금지 위반 혐의로 당국에 고발했다. 이때 고발된 업체는 국제화학, 대성연탄 등 대기업과 동네 이발소에 이르기까지 전국의 크고 작은 업체로 알려졌다. 한 신문 사설에서는 “기피자 539명을 색출하기 위해 1만 2500여개의 관허업소와 6200여개의 직장을 뒤졌다 하니 이에 동원된 조사관의 수와 쓰여진 경비가 어느 정도일지는 가히 짐작이 간다"는 기사가 나올 정도로 '사회기강 확립’이라는 이름의 병역기피자 단속으로 개개인에 대한 검문검색과 직장과 마을에 대한 감시와 통제를 강화했다.
대통령 박정희도 직접 나서서 "입영률 100% 달성"을 전국 병무청에 지시했는데, 양심적 병역거부를 실행하는 여호와의 증인은 박정희 정권 입장에서 공공의 적이었다. 이에 따라 병무사범단속반이 여호와의 증인 신도의 집과 왕국회관 등을 급습하여 징집 연령대로 보이는 여호와의 증인 신도를 강제연행하였다. 이렇게 강제로 연행된 징집 연령대의 여호와의 증인 신도들이 입영되었으며, 이렇게 입영된 여호와의 증인 신도들은 종교 교리에 의해 집총거부를 실행하다 구타 등을 당해 목숨을 잃는 경우도 존재하였다. 이 중에서는 복역 후 출소한 후에도 입영을 하게 되는 사례도 존재하였다.
이에 따른 병무청 병역기피자 발생인원 통계에 의하면 1972년까지 1만명이 넘었던 병역기피자는 1973년 이후 감소한 것으로 나타났으며, 1990년대 이후 증가한 것으로 나타났다.
| 연도   | 인원   | 비고                                                                        |
| ------ | ------ | --------------------------------------------------------------------------- |
| 1970년 | 34,004 | 병무청 설치                                                                 |
| 1971년 | 21,022 |                                                                             |
| 1972년 | 12,975 |                                                                             |
| 1973년 | 12,975 | 병역법 위반 등의 범죄처벌에 관한 특별조치법 제정·시행                       |
| 1974년 | 234    |                                                                             |
| 1975년 | 53     |                                                                             |
| 1976년 | 31     |                                                                             |
| 1977년 | 26     |                                                                             |
| 1978년 | 12     |                                                                             |
| 1979년 | 13     |                                                                             |
| 1980년 | 4      |                                                                             |
| 1981년 | 3      |                                                                             |
| 1982년 | 4      | 변호사법 개정에 의한 병역법 위반 등의 범죄처벌에 관한 특별조치법의 타법개정 |
| 1983년 | 3      | 병역법 위반 등의 범죄처벌에 관한 특별조치법 폐지, 병역법과 통폐합           |
| 1984년 | 3      | 병역법 위반 등의 범죄처벌에 관한 특별조치법의 효력이 2월 29일까지 유지      |
| 1985년 | 7      |                                                                             |
| 1986년 | 11     |                                                                             |
| 1987년 | 7      |                                                                             |
| 1988년 | 5      |                                                                             |
| 1989년 | 5      |                                                                             |
| 1990년 | 23     |                                                                             |
| 1991년 | 42     |                                                                             |
| 1992년 | 44     |                                                                             |
| 1993년 | 70     |                                                                             |
| 1994년 | 74     |                                                                             |
| 1995년 | 70     |                                                                             |
| 1996년 | 48     |                                                                             |
| 1997년 | 24     |                                                                             |
| 1998년 | 53     |                                                                             |
| 1999년 | 39     |                                                                             |

| 연도                    | 인원       |
| ----------------------- | ---------- |
| 2000년                  | 50(1)      |
| 2001년                  | 503(379)   |
| 2002년                  | 1,048(825) |
| 2003년                  | 963(561)   |
| 2004년                  | 943(755)   |
| 2005년                  | 1,032(828) |
| 2006년                  | 967(781)   |
| 2007년                  | 822(571)   |
| 2008년                  | 606(375)   |
| 2009년                  | 993(728)   |
| ()는 입영 및 집총거부자 |            |

이러한 입영률을 높이기 위한 제도는 인명사고로 이어졌으며, 대한민국의 병역 제도가 현역 징병 대상자를 높이기 위한 방향으로 강화된 계기가 되었다. 그럼에도 1980년대까지만해도 현역 징병 대상자로 판정되는 비율은 병역의무자 가운데 50% 전후(1986년 기준 전체 병역의무자의 51%)였으며, 저출산에 의한 현역 징병 대상 인원의 증가는 현역 징병 대상자를 더욱 높이게 되었다. 2015년 병역기피자 인적사항 공개에 대한 비판에서도 병역법 위반 등의 범죄 처벌에 관한 특별조치법과 입영률 100% 달성이 언급되며, 대한민국의 병역 제도에 대한 비판 중 하나로도 이것이 언급된다.

## 같이 보기
- 대한민국의 병역 제도
- 대한민국 병역법
- 양심적 병역 거부
- 병역 기피